# Coleção Escritoras do Brasil
La Colección Escritoras de Brasil (en portugués Coleção Escritoras do Brasil) es una iniciativa de la Biblioteca del Senado Federal del Brasil, publicada por la Secretaría de Edición y Publicaciones del Senado. Tiene el objetivo de publicar el trabajo intelectual de las escritoras brasileñas que han sido subrepresentadas o prácticamente ignoradas en los cánones literarios. Al valorar estas contribuciones, la colección pretende reconocer las actividades, producciones e ideas de las mujeres en la construcción de la historia de Brasil. Además, pretende llenar un vacío significativo en la producción editorial al abordar la publicación de autoras brasileñas que a menudo son olvidadas en los ámbitos de la divulgación y en los estudios literarios.

## Selección de autoras y títulos
La selección de autoras y textos para la colección comienza con una búsqueda prospectiva en las obras de referencia que enumeran la mayoría de las escritoras conocidas dentro del universo de obras en dominio público, o sea, autoras que han fallecido hace 70 años o más. Se seleccionaron aquellas que desempeñaron un papel significativo en su época, ya sea por la importancia de su obra literaria, o por sus actividades innovadoras en el campo intelectual, como editoras de periódicos y revistas en el siglo XIX.

## Lista de volúmenes
La tabla siguiente muestra los volúmenes publicados, así como informaciones sobre las autoras, fechas de publicaciones originales, años de publicaciones en la colección y número de ISBN.
| Volumen | Título                                             | Autora                                            | Edición original | Publicación | ISBN                                        |
| ------- | -------------------------------------------------- | ------------------------------------------------- | ---------------- | ----------- | ------------------------------------------- |
| 01      | A mulher moderna: trabalhos de propaganda          | Josefina Álvares de Azevedo                       | 1891             | 2018        | ISBN 9786556761794 (3. ed. rev. aum., 2021) |
| 02      | Ânsia eterna                                       | Júlia Lopes de Almeida                            | 1903             | 2019        | ISBN 9786556760582 (2. ed. rev., 2020)      |
| 03      | Opúsculo humanitário                               | Nísia Floresta                                    | 1853             | 2019        | ISBN 9786556760988 ( 2 ed. rev., 2021)      |
| 04      | Mármores                                           | Francisca Júlia da Silva                          | 1895             | 2020        | ISBN 9788552800729                          |
| 05      | A judia Raquel: romance original de costumes       | Francisca Senhorinha da Motta Diniz & A. A. Diniz | 1886             | 2020        | ISBN 9786556760452                          |
| 06      | Cancros sociais: drama original em cinco atos      | Maria Ribeiro                                     | 1866             | 2021        | ISBN 9786556760612                          |
| 07      | Um drama na roça                                   | Carmen Dolores                                    | 1907             | 2021        | ISBN 9786556761244                          |
| 08      | Dálias: (1893-1897)                                | Auta de Souza                                     | edición inédita  | 2021        | ISBN 9786556761817                          |
| 09      | A infanta Carlota Joaquina: (romance histórico)    | Chrysanthème                                      | 1937             | 2022        | ISBN 9786556762593                          |
| 10      | Cantigas das crianças e do povo e danças populares | Alexina de Magalhães Pinto                        | 1916             | 2023        | ISBN 9786556763309                          |
| 11      | Aventuras de Diófanes                              | Teresa Margarida da Silva e Orta                  | 1752             | en prensa   |                                             |

## Próximos volúmenes
Algunas autoras ya han sido seleccionadas para futuras ediciones. Sigue una lista no exhaustiva.
1. . Adélia Fonseca
2. . Ana Eurídice Eufrosina de Barandas
3. . Ana Luísa de Azevedo Castro
4. . Antonieta de Barros
5. . Maria do Carmo de Mello Rego
6. . Maria Lacerda de Moura